# Liste der Naturdenkmale in Bonndorf im Schwarzwald
| Naturdenkmale | Anzahl |
| ------------- | ------ |
| FND           | 7      |
| END           | 10     |
| Gesamt        | 17     |

Die Liste der Naturdenkmale in Bonndorf im Schwarzwald nennt die verordneten Naturdenkmale (ND) der im baden-württembergischen Landkreis Waldshut liegenden Stadt Bonndorf im Schwarzwald. In Bonndorf im Schwarzwald gibt es insgesamt 17 als Naturdenkmal geschützte Objekte, davon 7 flächenhafte Naturdenkmale (FND) und 10 Einzelgebilde-Naturdenkmale (END).
Stand: 31. Oktober 2016.

## Flächenhafte Naturdenkmale (FND)
| Name                                               | Bild | Kennung     | Einzelheiten            | Position | Fläche Hektar | Datum         |
| -------------------------------------------------- | ---- | ----------- | ----------------------- | -------- | ------------- | ------------- |
| Baumbestand am Philosophenweg; Linden u. Bergahorn | BW   | 83370220001 | Bonndorf im Schwarzwald | ⊙        | 0,5           | 18. Aug. 1986 |
| Baumbestand auf dem Galgenbuck: Fichten u. Kiefern | BW   | 83370220011 | Bonndorf im Schwarzwald | ⊙        | 0,6           | 18. Aug. 1986 |
| Baumbestand auf dem Lindenbuck                     |      | 83370220008 | Bonndorf im Schwarzwald | ⊙        | 0,6           | 18. Aug. 1986 |
| Baumbestand auf dem Martinsplatz: Linden, Eschen.  | BW   | 83370220003 | Bonndorf im Schwarzwald | ⊙        | 0,2           | 18. Aug. 1986 |
| Bäume auf dem Lindenplatz: 14 Linden, 1 Stieleiche | BW   | 83370220002 | Bonndorf im Schwarzwald | ⊙        | 0,2           | 18. Aug. 1986 |
| Doline                                             | BW   | 83370220005 | Bonndorf im Schwarzwald | ⊙        | 0,9           | 18. Aug. 1986 |
| Kalkquellsumpf                                     | BW   | 83370220016 | Bonndorf im Schwarzwald | ⊙        | 1,5           | 21. Okt. 1981 |
| Legende für Naturdenkmal                           |      |             |                         |          |               |               |

## Einzelgebilde (END)
| Name                                                                      | Bild | Kennung     | Einzelheiten            | Position | Fläche Hektar | Datum         |
| ------------------------------------------------------------------------- | ---- | ----------- | ----------------------- | -------- | ------------- | ------------- |
| Baumbestand auf dem Galgenbuck: Fichten u. Kiefern                        | BW   | 83370220017 | Bonndorf im Schwarzwald | ⊙        | 0,0           | 18. Aug. 1986 |
| Bergahorn                                                                 | BW   | 83370220004 | Bonndorf im Schwarzwald | ⊙        | 0,0           | 18. Aug. 1986 |
| Esche u. Mehlbeerbaum a.d. alten Dillendorfer Str. (nicht mehr vorhanden) | BW   | 83370220015 | Bonndorf im Schwarzwald | ⊙        | 0,0           | 18. Aug. 1986 |
| Eschen im Schloßgarten                                                    | BW   | 83370220006 | Bonndorf im Schwarzwald | ⊙        | 0,0           | 18. Aug. 1986 |
| Hochhölzletannen, 2 Weißtannen                                            | BW   | 83370220007 | Bonndorf im Schwarzwald | ⊙        | 0,0           | 18. Aug. 1986 |
| Karrengaßhaldertanne: 1 Weißtanne (mittlerweile abgestorben)              | BW   | 83370220014 | Bonndorf im Schwarzwald | ⊙        | 0,0           | 18. Aug. 1986 |
| Kesselbergtanne: 1 Weißtanne                                              | BW   | 83370220012 | Bonndorf im Schwarzwald | ⊙        | 0,0           | 18. Aug. 1986 |
| Krummförle                                                                | BW   | 83370220010 | Bonndorf im Schwarzwald | ⊙        | 0,0           | 18. Aug. 1986 |
| Schöne Buche: 1 Buche                                                     | BW   | 83370220013 | Bonndorf im Schwarzwald | ⊙        | 0,0           | 18. Aug. 1986 |
| Starker Mehlbeerbaum (nicht mehr vorhanden)                               | BW   | 83370220009 | Bonndorf im Schwarzwald | ⊙        | 0,0           | 18. Aug. 1986 |
| Legende für Naturdenkmal                                                  |      |             |                         |          |               |               |